# Oppidum du Clairier
L'oppidum du Clairier, situé sur la commune de Malaucène, contrôlait le vieux chemin menant de Carpentras à Vaison, via Malaucène et le flanc est des Dentelles de Montmirail.

## Forteresse et lieu de culte

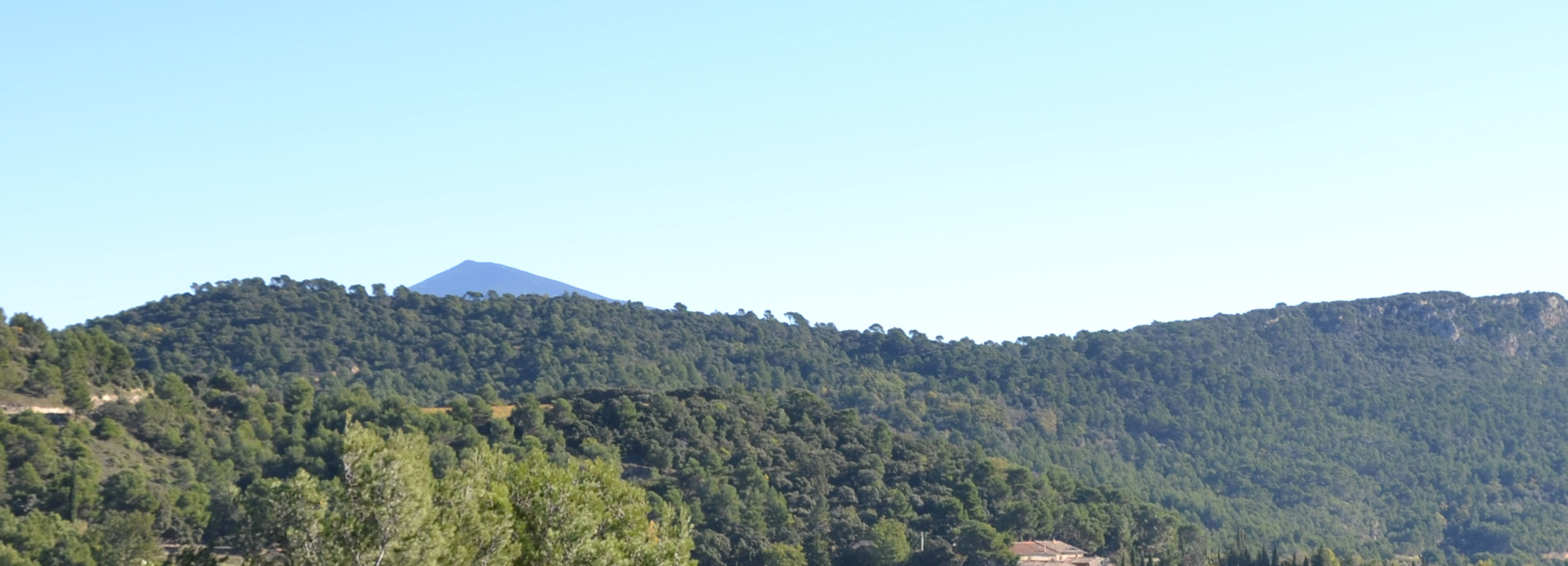
Vue panoramique de l'oppidum dominé par le sommet du mont Ventoux

Ce fut à la fois une forteresse et un lieu de culte. Placée depuis le christianisme sous le vocable de saint-Michel, la crête sur laquelle il a été construit fut sous l'antiquité dédiée à Mars après l'avoir été au dieu celte Toutatis. Selon les actes les plus anciens, datant du XIe et du XIIIe siècle, ce site était connu sous le nom de Venteron, dont la racine vint- se retrouve dans le mont Ventoux.

## Période d'occupation

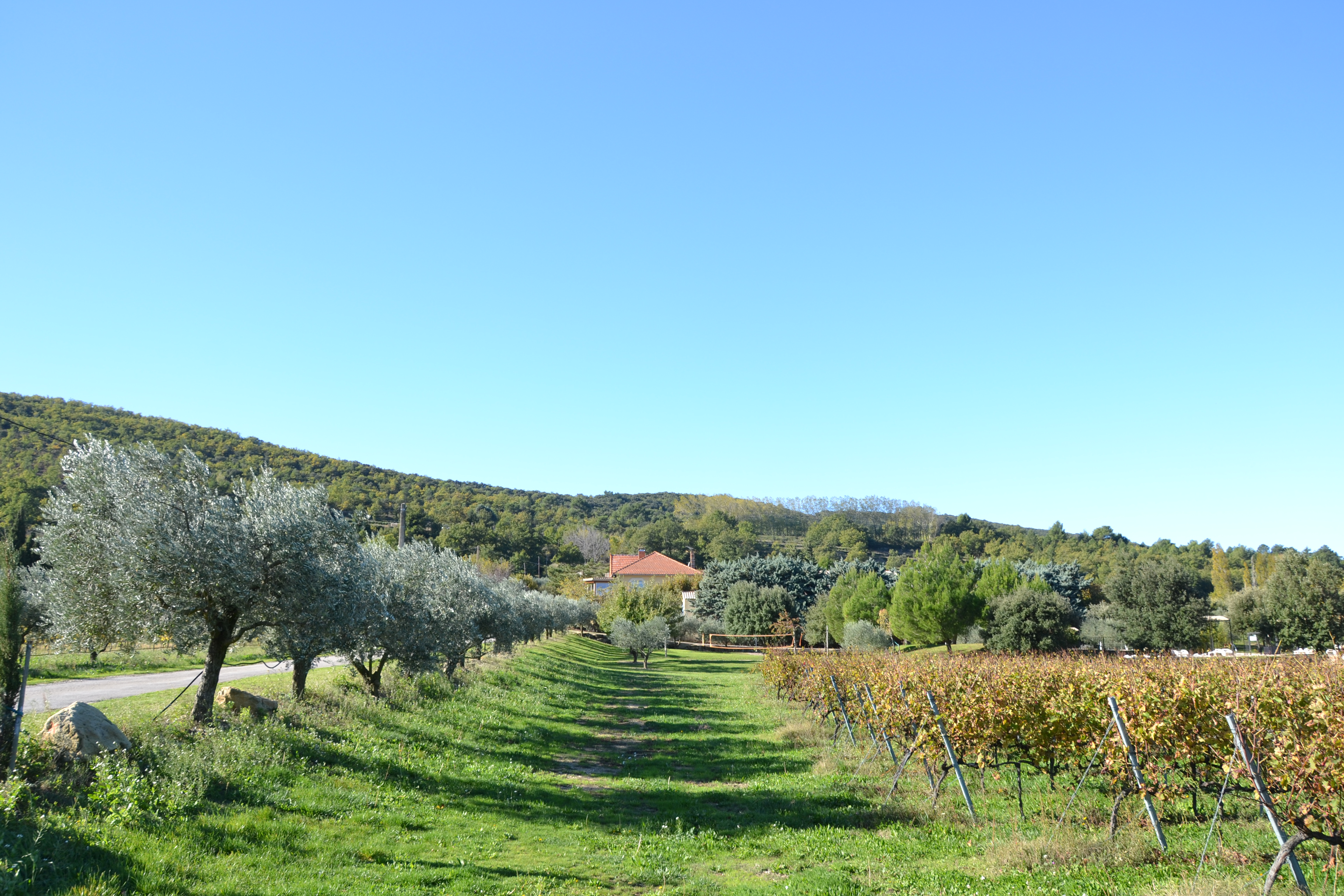
L'oppidum vu du côté de Malaucène.
Il se situe au-dessus de la pointe de la toiture.

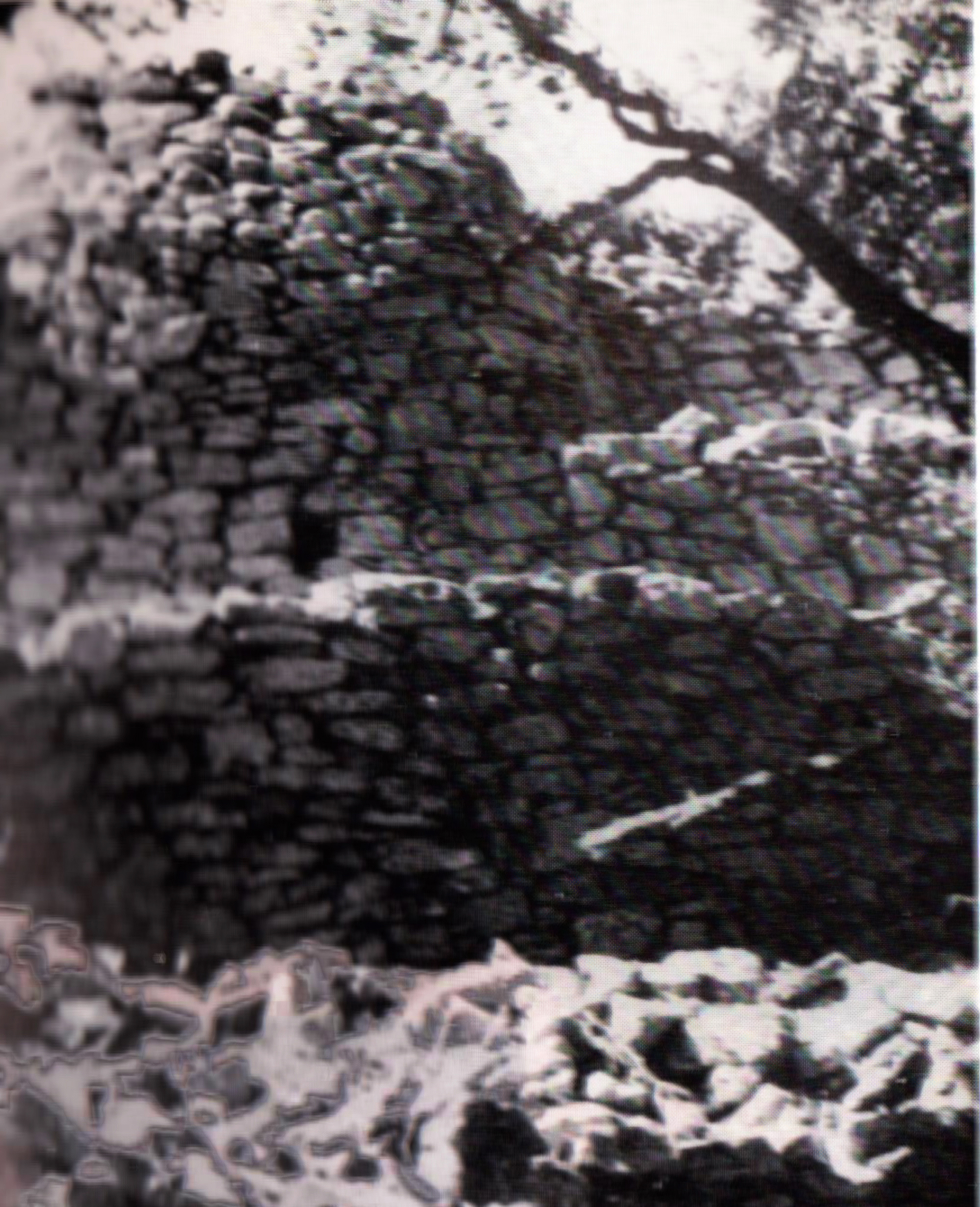
Borie édifiée dans les fortifications de l'oppidum du Clairier

Suivant les différentes mais ponctuelles campagnes de fouilles qui ont été faites, il fut occupé du IVe siècle avant notre ère jusqu'au IIIe siècle. Cette occupation est allée d'un habitat permanent (un puits fut identifié au cours du XIXe siècle) vers un refuge occasionnel. Actuellement ses trois hectares sont envahis par une végétation de garrigue qui permet encore, au milieu des broussailles et des pierrailles, de deviner la structure d'un village avec ses ruelles et ses intérieurs de cabanes. Le sol est jonché de fragments de poteries et de tegulae.

## À la frontière entre Cavares et Voconces
La base de l'oppidum est structurée par des murets en pierre sèche où, de place en place, se trouvent des bories qui peuvent avoir eu un rôle défensif. Certaines, incluses dans une portion d'enceinte, ressemblent à des échauguettes protégées par d'épaisses fortifications édifiées en gradins. Son rôle de forteresse est indéniable puisqu'au cours de la préhistoire puis de l'antiquité, son site marqua la frontière entre les confédérations des Cavares et des Voconces et qu'il pouvait correspondre par feux avec l'oppidum des Courens dépendant des Méminiens, tribu affiliée aux Cavares.
Il est évident que pour ces oppida le manque d'eau et de silos de réserve ne devait pas permettre une résistance efficace au siège d'une armée. De plus, l'importance de leur population est difficile à apprécier. Il ne devait y avoir qu'une centaine d'habitants à l'oppidum du Clairier, et de trois à cinq cents sur l'oppidum des Courens.